# Regionalna Dyrekcja Lasów Państwowych w Krakowie
Regionalna Dyrekcja Lasów Państwowych w Krakowie – jedna z 17 Regionalnych Dyrekcji Lasów Państwowych w Polsce.
Od 21 lutego 2024 roku dyrektorem Regionalnej Dyrekcji Lasów Państwowych w Krakowie jest Piotr Kempf (ur. w 1979 r.). Z wykształcenia jest on leśnikiem, absolwentem Uniwersytetu Rolniczego im. Hugona Kołłątaja w Krakowie. Przez ponad 10 lat pracował w Agencji Restrukturyzacji i Modernizacji Rolnictwa. Następnie pracował w krakowskim Zarządzie Zieleni Miejskiej, pełniąc funkcję jej dyrektora. Jest członkiem Polskiego Stronnictwa Ludowego.Był szefem krakowskich struktur tej partii.

## Charakterystyka
Powierzchnia gruntów zarządzanych przez RDLP w Krakowie wynosi 173 585 ha, z czego na lasy przypada 170 752 ha. Działa w województwie małopolskim, oraz częściowo w podkarpackim i śląskim.

## Nadleśnictwa
Obszar Regionalnej Dyrekcji Lasów Państwowych w Krakowie podzielony jest na 16 nadleśnictw. Są to: Brzesko,
Dąbrowa Tarnowska, Dębica, Gorlice, Gromnik, Krościenko, Krzeszowice, Limanowa, Łosie, Miechów, Myślenice, Nawojowa, Niepołomice, Nowy Targ, Piwniczna, Stary Sącz